# Età di Pericle

L'Impero ateniese nel 431 a.C.

Per età di Pericle si intende il periodo nella storia di Atene tra il 460 e il 429 a.C., in cui la città-Stato greca raggiunse il massimo splendore sotto la guida di Pericle. Per Atene fu un periodo di egemonia politica, crescita economica e fioritura artistica e culturale.
L'età di Pericle può a sua volta essere considerata parte dell'età d'oro di Atene, ossia quel periodo del V secolo a.C. compreso tra la vittoria nelle guerre persiane (480 a.C.) e la sconfitta nella guerra del Peloponneso (404 a.C.).

## Storia
Quando a metà del V secolo a.C. venne stabilita la pace con la Persia, ciò che iniziò come un'alleanza tra città-Stato indipendenti, divenne un impero ateniese. Pericle trasferì il tesoro della Lega delio-attica da Delo ad Atene, stabilendo l'assoluta predominanza militare e politica della città sul resto degli alleati.
Con i fondi dell'Impero e il dominio militare e politico, Atene fece emergere in questo periodo alcune delle opere culturali più influenti e durature della tradizione occidentale. I drammaturghi Eschilo, Sofocle ed Euripide hanno vissuto e operato tutti in questo secolo, così come gli storici Erodoto e Tucidide, il medico Ippocrate e il filosofo Socrate.

## Arte
Gli storici ritengono che scultura e architettura in questo periodo raggiunsero lo zenit: benché gli elementi decorativi e la tecnica utilizzata non variasse affatto rispetto al precedente periodo, ciò che li caratterizzava fu la quantità di lavori eseguiti e la raffinatezza, a livelli di perfezione mai raggiunti fino ad allora.
Tra le opere di natura religiosa, di seguito sono alcuni esempi che possono rappresentare al meglio questo periodo:
- Ricostruzione del Tempio di Zeus a Olimpia.
- Ricostruzione di Tempio di Apollo a Delfi, che era stato distrutto da un terremoto.
- Costruzione dell'Acropoli, la città dei marmi eretta per la gloria degli dei. Il luogo aveva subito un incendio causato dai persiani ed è stato in rovina per più di 30 anni. Pericle ottenne che la sua ricostruzione avvenisse con marmo bianco portato dalla vicina e famosa cava del Monte Pentelico. Fu formata una squadra con i migliori architetti, scultori e operai ateniesi. I cittadini di Atene si assicurarono lavoro per oltre 20 anni, grazie a questa grande opera. Era il complesso monumentale più vasto e magnificente della storia dell'arte greca e poté essere realizzato grazie al finanziamento dei tesori della Lega di Delo.

Tra gli scultori del periodo, Fidia è considerato il più grande di tutti. Fu autore di due immense statue criselefantine che erano molto celebrate e ammirate ai loro tempi: Atena, situata all'interno del Partenone, il cui splendore raggiungeva i fedeli attraverso le porte aperte della cella del tempio, e Zeus ad Olimpia, considerata ai suoi tempi e in epoche successive come una delle meraviglie del mondo.
Gli altri grandi scultori di questo secolo furono Mirone e Policleto.